# Trailermusik
Trailermusik bezeichnet die musikalische Untermalung von Trailern für Kinofilme, Fernsehserien oder Computerspiele. Sie ist darauf ausgelegt, in kurzer Zeit das Interesse und die Aufmerksamkeit des Zuschauers bzw. des Hörers zu erreichen. Oft bestimmen melancholische oder epische Klangelemente die Musik.

## Problematik
In einem Trailer, etwa für Kinofilme, werden ausgesuchte Szenen bzw. Ausschnitte aus Szenen präsentiert, die unterschiedliche Stimmungen und Gefühle darstellen. Der Komponist der Trailermusik muss auf diese oft abrupten Veränderungen eingehen und die Musik anpassen. Das können minimale Modifikationen, wie das Ändern einzelner musikalischer Parameter, aber auch das Einbinden einer völlig neuen Melodie mit anderer Klangfarbe sein.
Für den eigentlichen Hauptfilm wird eine eigene Musikuntermalung (Score) produziert. Diese lässt sich meist nicht für einen Trailer wiederverwenden, weil sie dazu ausgelegt ist, länger andauernde Filmszenen zu untermalen.
Die Musik in den Trailern soll die Aufmerksamkeit des Zuschauers erreichen, aber nicht zu sehr im Vordergrund stehen. Die Trailer werden oft produziert, noch bevor der Film vollends fertiggestellt ist; in diesem Fall erhält der Komponist meist nur den Zusammenschnitt des Trailers ohne die erzählende Stimme. Das erschwert die Abstimmung einzelner musikalischer Parameter, etwa der Lautstärke.

## Ressourcen
Trailermusik kann verschiedenen Ursprungs sein, dazu gehört:
- vorgefertigte Instrumentalmusik oder Songs (auch Produktionsmusik oder engl. „Stock Music“ genannt) aus sogenannten „Music Libraries“
- Musik, die von einem Komponisten speziell für diesen Trailer komponiert wurde
- Klassische Musik wie Mozarts Requiem (benutzt für den Trailer von Cliffhanger – Nur die Starken überleben) oder Beethovens 9. Sinfonie (benutzt für den Trailer von Stirb langsam).
- Musik aus anderen Filmen[1]: Die Musik des Films Requiem for a Dream etwa wurde in Trailern für Babylon A.D.[2], The Da Vinci Code – Sakrileg[3], I Am Legend,[4] Sunshine[5] und Valley of Flowers.[6] benutzt.

## Produzenten
Einige Produzenten produzieren überwiegend oder sogar ausschließlich Trailermusik, dazu gehört etwa der Komponist John Beal, dessen Werke in Trailern für mehr als 2000 Filme benutzt wurden (darunter Forrest Gump, Star Wars, Matrix oder True Lies).
Viele Komponisten erstellen auch ganze Sammlungen von Trailermusik, die als Gesamtwerk verkauft werden.
Des Weiteren gibt es einige Music Libraries bzw. Produktionsmusiklabels, die sich auf Trailermusik spezialisiert haben, wobei die Musik oft von einem größeren Kreis verschiedener Komponisten beigesteuert wird.
Zu den bekanntesten Produzenten gehören hierbei X-Ray Dog, Two Steps From Hell, Immediate Music, Audiomachine, Position Music, Epic Score, sowie Music Junkies. Music Junkies, welche 1992 von dem Music Supervisor Ruben Nava gegründet wurde, war hierbei der erste Musikkatalog, welcher sich rein auf hochkalibrige, kommerzielle Trailermusik spezialisiert hat, und ging somit als die erste Trailermusikagentur in die Geschichte des 'Motion Picture Advertisings' ein.

## Produktion
Das Komponieren und Produzieren eines Stücks kann mehrere Monate dauern. Bei aufwändigeren Produktionen wird für die Einspielung häufig auch ein Live-Orchester eingesetzt. Viele Trailermusiken werden aber nach wie vor komplett im Computer realisiert. Auch die Verbindung von Orchesterklängen, bzw. einem Orchester mit elektronischen Elementen ist heutzutage beliebt (sog. "Hybrid-Trailermusik"). Des Weiteren ist auch die Andickung von Liveorchesteraufnahmen mit Sample-Sounds üblich.
Gestiegene Gebührenforderungen von Verlegern für die Lizenzierung vorhandener Musikstücke förderten und fördern das Komponieren eigener Trailermusik. So gibt es auf einigen Portalen auch GEMA-freie Trailermusik, für die keinerlei Tantiemen nachgezahlt werden müssen.

## Typisierung, Vermarktung und Klangbeispiele
Typische Merkmale für Trailermusik gibt es durchaus, von einem eigenen Genre kann man aber nicht immer sprechen. In der Typisierung fallen bei Trailermusik häufige Zäsuren (kurze Pausen nach „Abkadenzierung“) auf, die aus rein musikalischer Sicht eher wenig Sinn ergeben, den Trailerproduzenten aber die Schnittarbeit ungemein erleichtern. Ähnlich wie in Hollywood produzierter Filmmusik, wird die Musik nicht selten mit sehr großen Orchestern zum Klingen gebracht. Bei manchen Produktionen allerdings entsteht die Musik komplett in einer Digital Audio Workstation.
Nicht selten ist die Musik ausladend instrumentiert; wobei mit digitaler Nachbearbeitung im Tonstudio (Editing, Mixing, Mastering) und digitalen und/oder live eingespielten Overdubs die Musik angereichert wird, um den für Trailermusik typischen, monumentalen 'Bigger Than Life Sound' zu erreichen.
Häufig werden die Releases, welche meist nur rein digital verfügbar sind, auf großen Harddiskdrives an Trailerproduzenten weitergereicht, und sind somit häufig nur indirekt an die breite Masse gerichtet. Dennoch wird Trailermusik heute teils auch als reine „Genussmusik“ publiziert, und vor allem über Streamingdienste verbreitet und konsumiert. Die Musik wird häufig in Subgenres wie etwa „Family Adventure“, „Epic Hybrid“, oder „Dark Fantasy“ unterteilt.